# Anatotitan longiceps
Anatotitan longiceps ("långarmad anktitan") är en art av dinosaurier som tillhör släktet Anatotitan från slutet av kritperioden i det som idag är Nordamerika. Det var en väldigt stor fågelhöftad dinosaurie och nådde upp till mellan 10 och 13 meter i längd. Dessutom hade den ett extremt långt och lågt kranium. Anatotitan uppvisar en av de mest slående exemplaren av "anknäbbar" som är vanlig hos hadrosaurier.
Rester av Anatotitan longiceps har bevarats i Lance-formationen, vilka tidsbestäms till yngre maastrichtskedet under yngre krita. Detta tidsskede representerar de sista tre miljoner åren innan dinosauriernas utdöende (68 till 65 miljoner år sedan). Holotypen består av högra delen av underkäken samt några tänder.

## Klassificering och namngivning
Huvudartikel:Anatotitan
Paleontologerna Ralph Chapman och Michael Brett-Surman skapade år 1990 namnet Anatotitan, vilket kommer från latinets anas ("anka") och grekiskans Titan (en ras av mytologiska gudalika jättar). Detta namn hänvisar både till djurets storlek samt till dess breda "anknäbb". Artnamnet är sammansatt av de två latinska orden longus, det vill säga 'lång', och ceps, som egentligen betyder 'huvud', men kan tolkas som 'arm', som i biceps.